# Герб Глушковецького
Герб Глушковецького — офіційний символ села Глушковецьке Ярмолинецького району Хмельницької області, затверджений 2 липня 2018р. рішенням №12 сесії сільської ради. Автори -  П.Б.Войталюк, К.М.Богатов, В.М.Напиткін.

## Опис
Щит скошений справа зеленим і червоним. У першій частині три золотих сливи, дві і одна, у другій золотий плуг. Щит вписаний у декоративний картуш і увінчаний золотою сільською короною. Унизу картуша напис "ГЛУШКОВЕЦЬКЕ".  

## Символіка
Герб означає садівництво, яким здавна славилося село, і сільське господарство.